# Zderadinky
Zderadinky (německy Klein Sderadin) je malá vesnice, část městyse Kácov v okrese Kutná Hora. Nachází se 2,5 kilometru severovýchodně od Kácova.
Zderadinky je také název katastrálního území o rozloze 2,17 km².

## Historie
První písemná zmínka o vesnici pochází z roku 1318.
V letech 1869–1910 byly Zderadinky pod názvem Malé Zderadiny osadou obce Velké Zderadiny. V letech 1921–1950 se staly osadou obce Zderadiny a od roku 1961 jsou částí obce Kácov.

## Fotogalerie

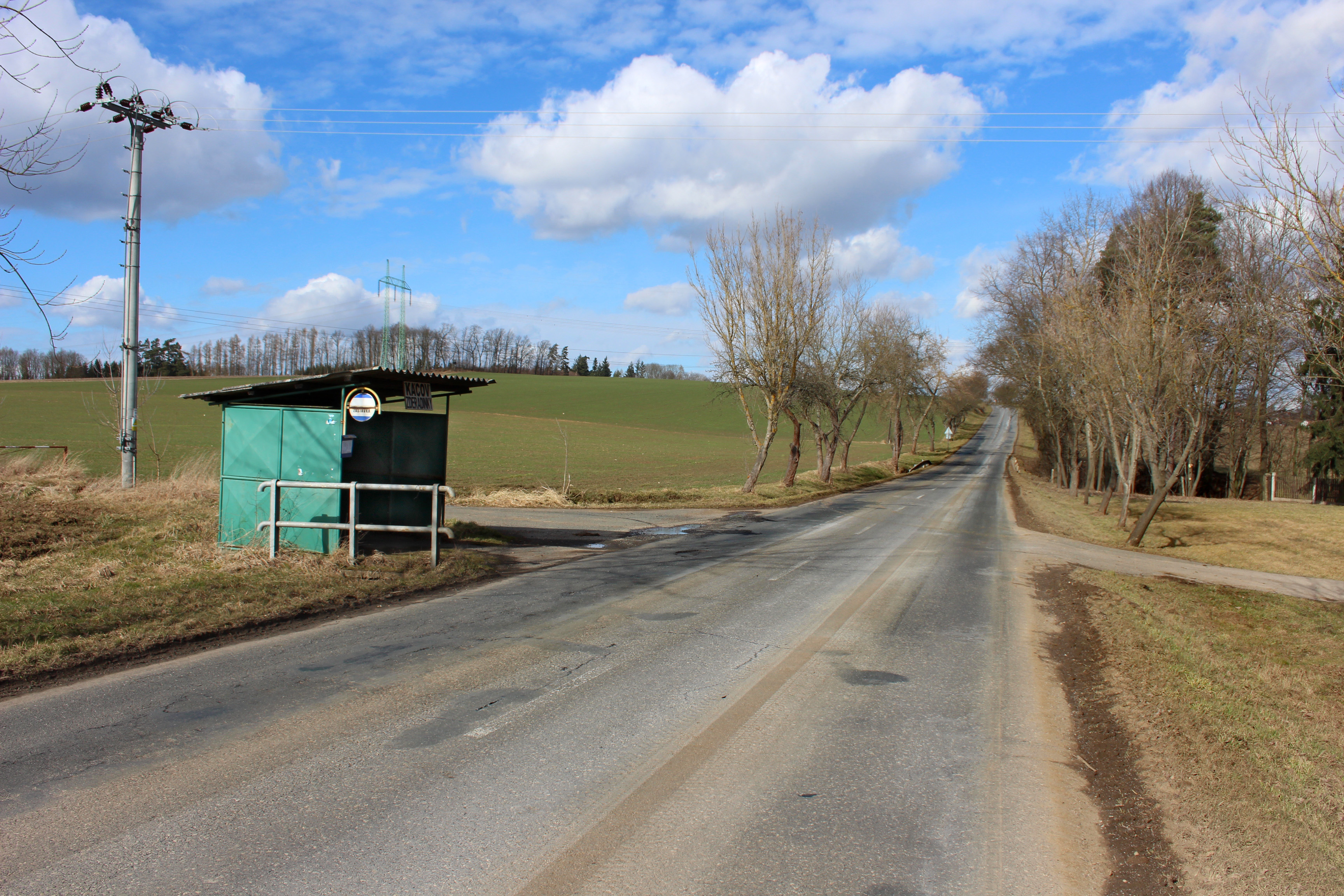
Autobusová zastávka
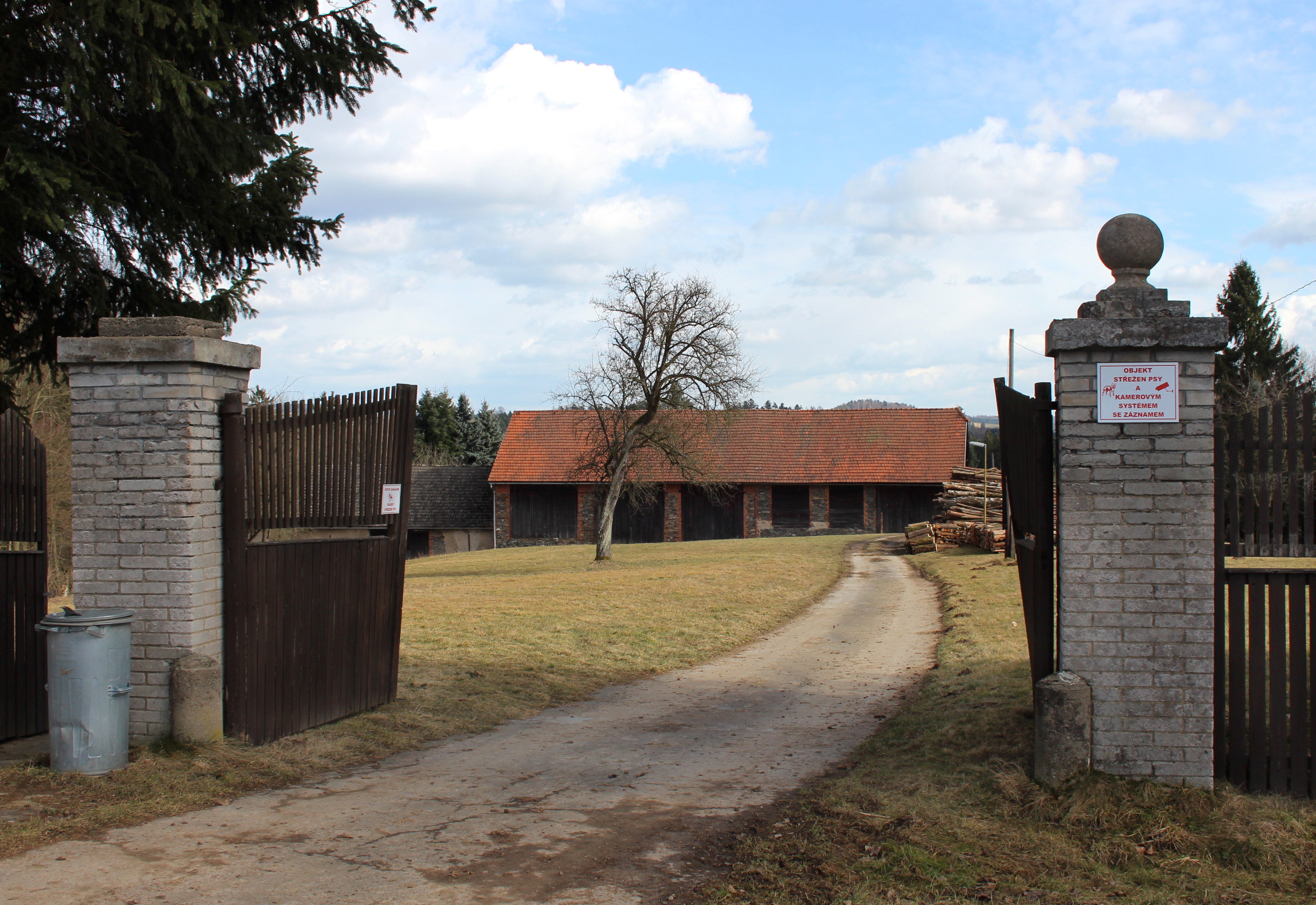
Stavení
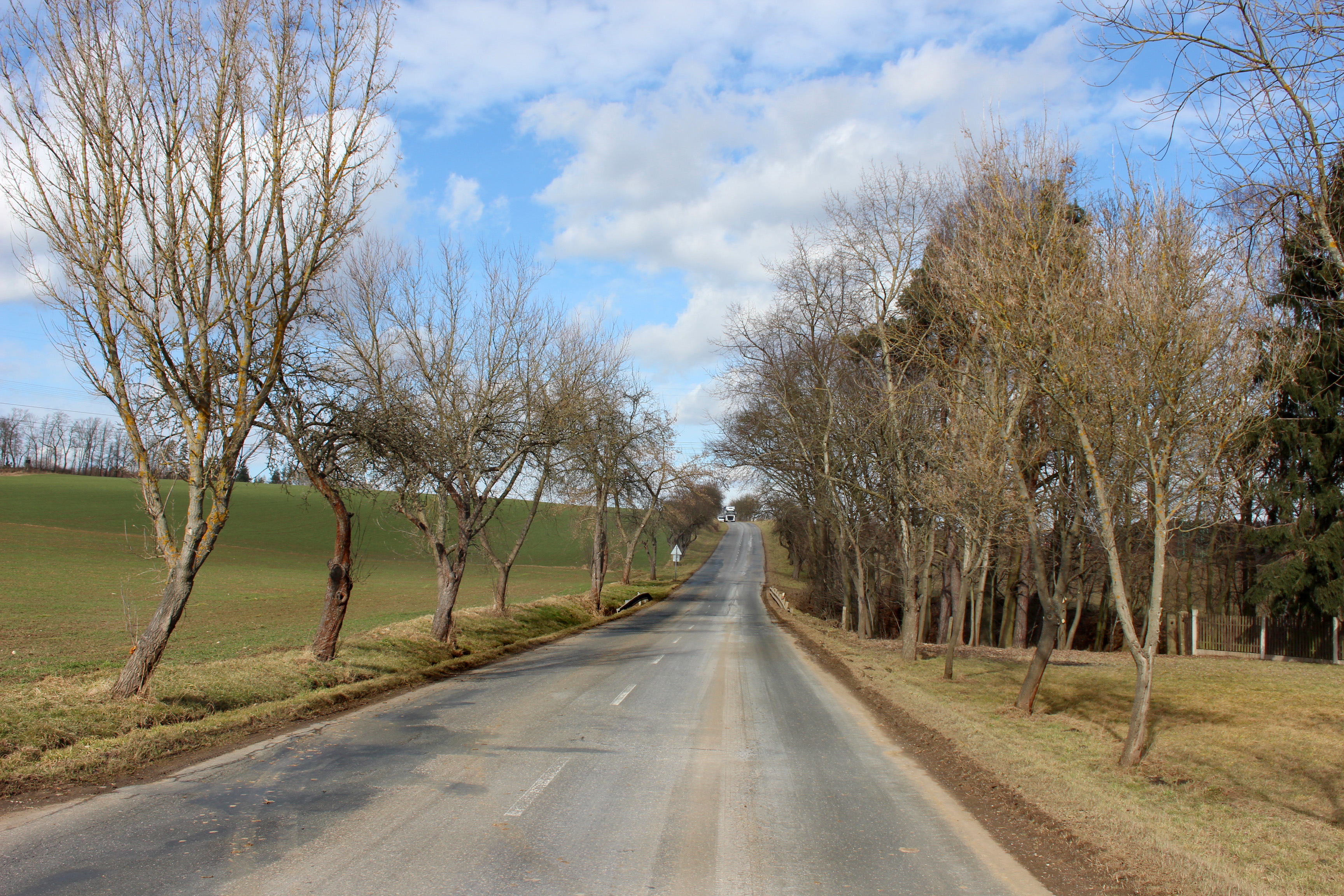
Cesta